# Cédric Chevalley
Cédric Chevalley (* 5. Februar 1999 in Vaduz) ist ein Schweizer Fussballspieler. Der Mittelstürmer steht beim FC Triesenberg unter Vertrag.

## Karriere
Cédric Chevalley spielte in seiner Jugend für den FC Trübbach und den FC Balzers, ehe er 2012 in die Jugendabteilung des FC Vaduz wechselte. Seit 2014 ist er Teil der zweiten Mannschaft, die in der 2. Liga, unter dem Ostschweizer Fussballverband, spielt.
In der Winterpause der Saison 2017/18 durfte Chevalley mit der ersten Mannschaft ins Trainingslager nach Murcia. In den ersten drei Spielen der Rückrunde wurde er bereits aufgeboten, kam jedoch noch zu keinem Einsatz in der Challenge League. Am 10. März 2018 gab er dann gegen den FC Wil (24. Spieltag) sein Debüt, als beim Spielstand von 1:1 in der Nachspielzeit für Marko Dević eingewechselt wurde. Beim Nachholspiel gegen den FC Winterthur (22. Spieltag), vier Tage später, kam er bei der 0:1-Niederlage ebenfalls zu einem Kurzeinsatz, als er in der 88. Spielminute für Maximilian Göppel eingewechselt wurde. Im Halbfinale des Liechtensteiner Cup 2017/18 gegen USV Eschen-Mauren (2:0) stand er erstmals in der Startaufstellung, wurde jedoch nach 56 Minuten ausgewechselt. Am Ende gewann er mit seinem Team den Pokal im Finale gegen den FC Balzers, obwohl er dort nicht mehr zum Einsatz kam.

## Titel und Erfolge
FC Vaduz
- Liechtensteiner Cupsieger: 2018